# Côney
Pour les articles homonymes, voir Coney (homonymie).
Le Côney est une rivière de l'Est de la France, dans les deux départements de la Haute-Saône et des Vosges, dans les deux régions Grand Est et Bourgogne-Franche-Comté, affluent de rive gauche de la Saône, donc un sous-affluent du Rhône.

## Géographie
Le Côney prend sa source près du lieu-dit Lion Faing, commune de Dounoux, dans le département des Vosges sur le versant sud-est des monts Faucilles. Il arrose Dounoux, Uriménil et Uzemain où il rejoint le canal de l'Est au lieu-dit Les Forges. Partageant alors sa vallée avec le canal, il arrose Fontenoy-le-Château, pénètre dans la Haute-Saône et conflue en aval de Corre, au lieu-dit Sous Bémont, à l'altitude de 222 m.
La longueur de ce cours d'eau est de 55 km.
Le canal de l'Est suit sa vallée.
Il présente une île : l'île du Breuil sur la commune de Demangevelle, à côté d'un ancien moulin.

### Communes et cantons traversés
Dans les deux départements de la Haute-Saône et des Vosges, le Côney traverse vingt-trois communes :
- dans le sens amont vers aval : Dounoux (source), Uriménil, Xertigny, Charmois-l'Orgueilleux, Uzemain, La Chapelle-aux-Bois, Les Voivres, Harsault, Hautmougey, Bains-les-Bains, Fontenoy-le-Château, Montmotier, Le Magny, Ambiévillers, Pont-du-Bois, Mailleroncourt-Saint-Pancras, Alaincourt, Selles, La Basse-Vaivre, Passavant-la-Rochère, Demangevelle, Vougécourt, Corre (confluence).

Soit en termes de cantons, le Côney prend source dans le canton de Xertigny, traverse les canton de Bains-les-Bains, canton de Vauvillers, et conflue dans le canton de Jussey.

## Affluents
Le Côney a neuf affluents référencés et ses principaux affluents lui parviennent rive gauche : 
- le ruisseau de Buzegney (rg) 5,2 km, sur les trois communes de Hadol, Uriménil, et Dounoux.
- le ruisseau de Moncel (rd) 4,7 km, sur la seule commune de Uzemain.
- le Cône (rg) 12,4 km sur les cinq communes de Xertigny, Uzemain, Hadol, Bellefontaine, Raon-aux-Bois.
- le ruisseau des Sept Pêcheurs (rd) sur les trois communes de Charmois-l'Orgueilleux, Uzemain, Girancourt avec deux affluents :
  - le Canal de l'Est, 50,6 km
  - le ruisseau des Colnots, 6,5 km sur les quatre communes de Uzemain, Uriménil, Girancourt, Renauvoid.
- l'Aître ou ruisseau Amerey (rg) 10,7 km sur les deux communes de La Chapelle-aux-Bois et Xertigny[4].
- le ruisseau Jeandin (rg) 3,7 km sur les trois communes de Harsault, Les Voivres, La Chapelle-aux-Bois.
- le Bagnerot (rg) 13,4 km sur quatre communes dont Bains-les-Bains et avec un affluent le Récourt.
- le ruisseau des Arsondieux (rg) 3,1 km sur la seule commune de Fontenoy-le-Château.
- le ruisseau de la Prairie ou ruisseau de la Mainvau (rg) 3,6 km sur les trois communes de Alaincourt, Vauvillers et Selles avec un affluent :
  - le ruisseau du Moulin (rg) 3,6 km sur les trois communes de Alaincourt, Vauvillers et Mailleroncourt-Saint-Pancras avec un affluent :
    - le ru de Naud,
- le terreau de Gousset (rg) 1,1 km sur la seule commune de Demangevelle.

Géoportail mentionne également:
- le ruisseau de Saint-Evre (rd)
- le ruisseau du Calais (rd)
- le ruisseau des Auriers (rd)
- le ruisseau de Francogney (rd)
- le ruisseau des Cailloux (rd)
- le ru Migaille (rg)
- le Grandrupt (rd)
- le ruisseau de Gruey (rd)
- le ruisseau de la Quicorne (rd)
- la Bécène (rg)
- le ruisseau de l'Etang Bonier (rg)
- le ruisseau du Morillon (rd)
- le ruisseau du Petit Etang (rd)

### Rang de Strahler
Donc son rang de Strahler est de quatre.

## Hydrologie

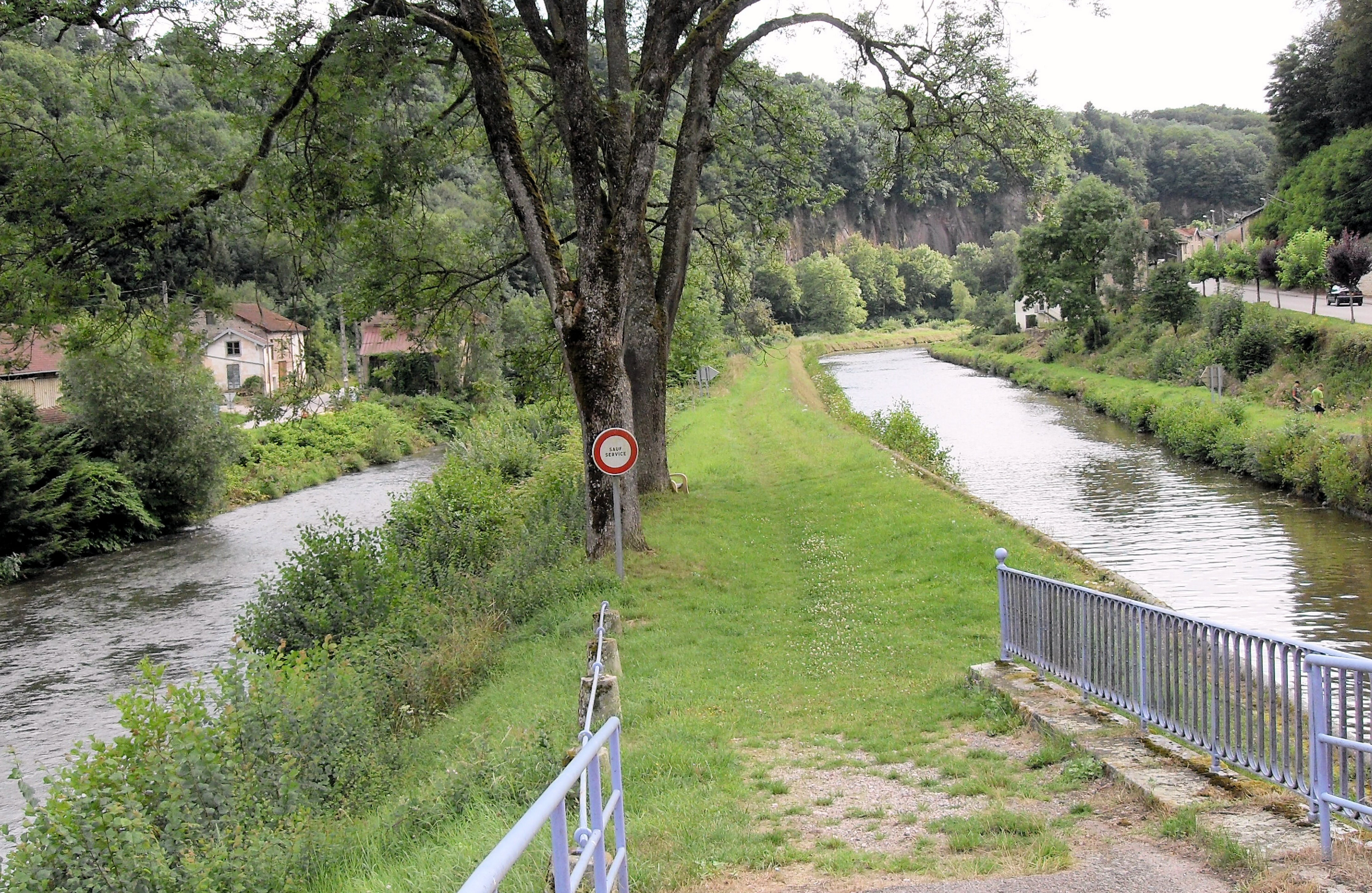
Le Côney et le canal des Vosges à Fontenoy-le-Château.

### le Côney à Fontenoy-le-Château
Le Côney a une station hydrologique implantée à Fontenoy-le-Château, à 252 m d'altitude, depuis le 16 octobre 1986 .
Le débit moyen annuel du Côney, à Fontenoy-le-Château, est de 5,29 m3/s pour une surface de bassin de 317 km2.
La rivière présente des fluctuations saisonnières de débit, avec des hautes eaux allant de 8,14 à 9,05 m3/s de janvier à mars inclus, et des maigres d'été caractérisés par une baisse du débit moyen mensuel jusqu'à 1,75 m3/s au mois d'août. Mais ces moyennes mensuelles ne sont que des moyennes et cachent des fluctuations bien plus prononcées sur de courtes périodes ou selon les années.

### Étiage ou basses eaux
Aux étiages, le VCN3 peut chuter jusque 0,840 m3/s, en cas de période quinquennale sèche, ce qui n'est nullement sévère et reste même très confortable.

### Crues
Les crues peuvent être très importantes, compte tenu de la taille du bassin versant. Les QIX 2 et QIX 5 valent respectivement 56 et 78 m3/s. Le QIX 10 est de 92 m3/s, le QIX 20 de 110 m3/s, tandis que le QIX 50 se monte à 120 m3/s.
Le débit instantané maximal enregistré à Fontenoy-le-Château a été de 112 m3/s le 3 octobre 2006, tandis que la valeur journalière maximale était de 70,8 m3/s le 7 janvier 1994. En comparant la première de ces valeurs à l'échelle des QIX de la rivière, il apparaît que le niveau de cette crue était d'ordre vicennal et donc nullement exceptionnel.

### Lame d'eau et débit spécifique
Le Côney est une rivière assez abondante. La lame d'eau écoulée dans cette partie du bassin est de 528 millimètres annuellement (contre 320 mm/an pour la France entière, tous bassins confondus), et le débit spécifique (ou Qsp) atteint 16,7 litres par seconde et par kilomètre carré de bassin.

## Histoire

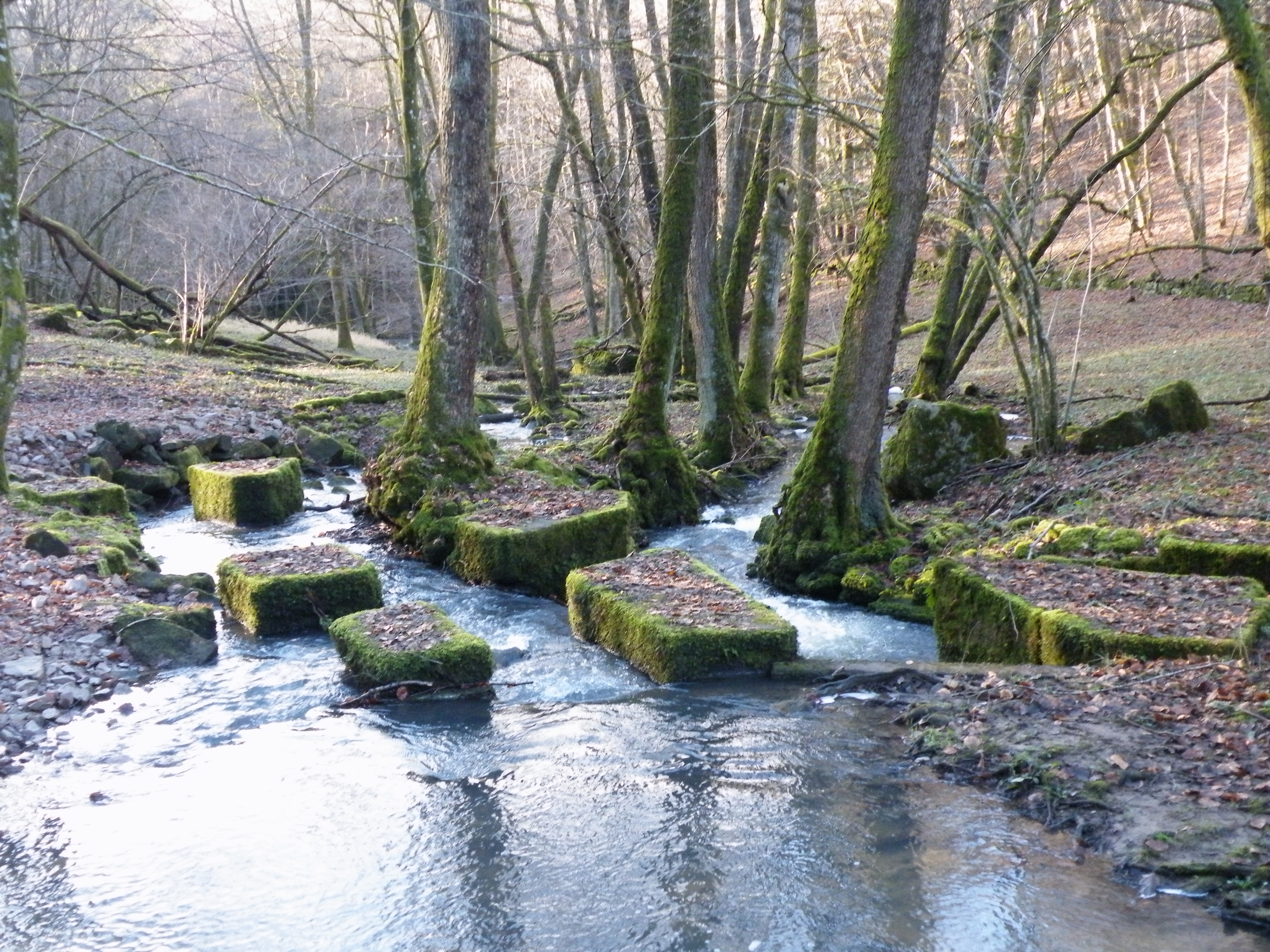
Vestiges de la forge Quenot sur le Côney à Les Voivres.

Bien qu'il fasse partie du bassin rhodanien, le cours d'eau est si proche de la vallée de la Moselle que les Romains déjà avaient envisagé, sous le règne de Néron, un canal de jonction pour relier la Mer du Nord à la Méditerranée, canal qui ne vit le jour qu'au XIXe siècle dans le cadre du programme Freycinet,.
Le 8 frimaire de l'an IV (29 novembre 1795) a lieu chose extraordinaire un dégel qui provoque une débâcle des glaces, à la suite de laquelle le Pont du Côney est emporté, on décide de le remplacer à la hâte par un pont provisoire.
Le dictionnaire hydrographique indique en 1824 que le Côney, qui appartient à la liste des cours d'eau où l'on a pratiqué le flottage du bois dans le massif vosgien, est flottable à bûches perdues à partir de Uzemain et en trains à partir de Selles.

« Ainsi circulent sur la rivière environ 5oo milliers de merrains et 10.000 pieds cubes de bois de marine destinés pour Lyon. »

« Tous les beaux chênes, qui ne sont pas employés comme charpentes, sont fabriqués en merrains et transportés au port d'Uzemain, où ils sont mis en flotte sur la petite rivière du Côney, qui correspond à la Saône, et de là on les dirige sur les villes de Lyon, Mâcon et Châlons. »

En 1826, le dictionnaire géographique précise que La flottaison a lieu à buches perdues et en radeaux, et que l'on construit également au port de Selles et à celui de Corre des bateaux de bois de chêne, destinés à la navigation sur Saône. Les radeaux sont composés de bois de charpente et de bois de construction, de merrains, de planches. Sur ces radeaux, on charge du fer, des bouteilles, des meules pour la coutellerie, des colliers pour les harnais et tout ce qui pouvait voyager fixé sur les radeaux. Il existait, précise l'ouvrage, huit pertuis destinés au flottage sur la rivière.
Durant la nuit du 10 au 11 décembre 1833, les eaux du Côney ont occasionné de graves dommages. À Fontenoy-le-Château, tout le bourg est inondé, un pont est emporté et l'autre très endommagé. Les forges d'Uzemain et la Manufacture de Bains-les-Bains sont aussi très touchées.
Le 26 septembre 1837, une ordonnance du roi Louis-Philippe autorise l'établissement d'un Pont suspendu sur la rivière de Côney, dans la commune de Corre (Haute-Saône)... Ce pont devait être financé par un péage au tarif établi pour humains et animaux.
Le 30 décembre 2001, la digue de l'écluse de Fontenoy-le-Château qui régule le niveau entre le canal de l'Est et la rivière a cédé, charriant des hectolitres d'eau boueuse. La commune de Corre a subi l'essentiel des dégâts.

## Aménagements

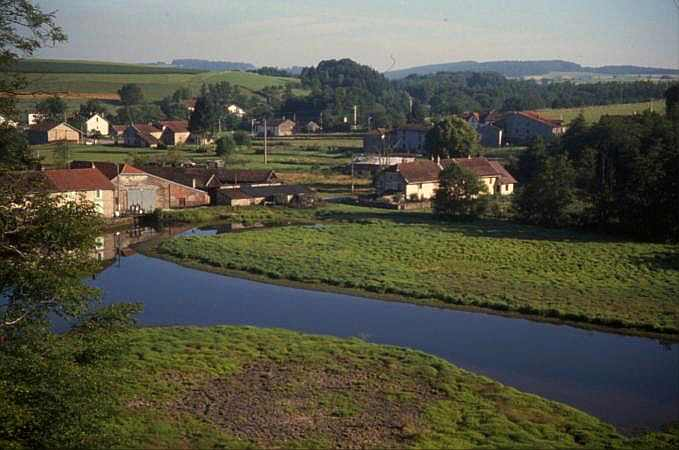
Le canal et un étang à Uzemain au lieu-dit les Forges d'Uzemain.

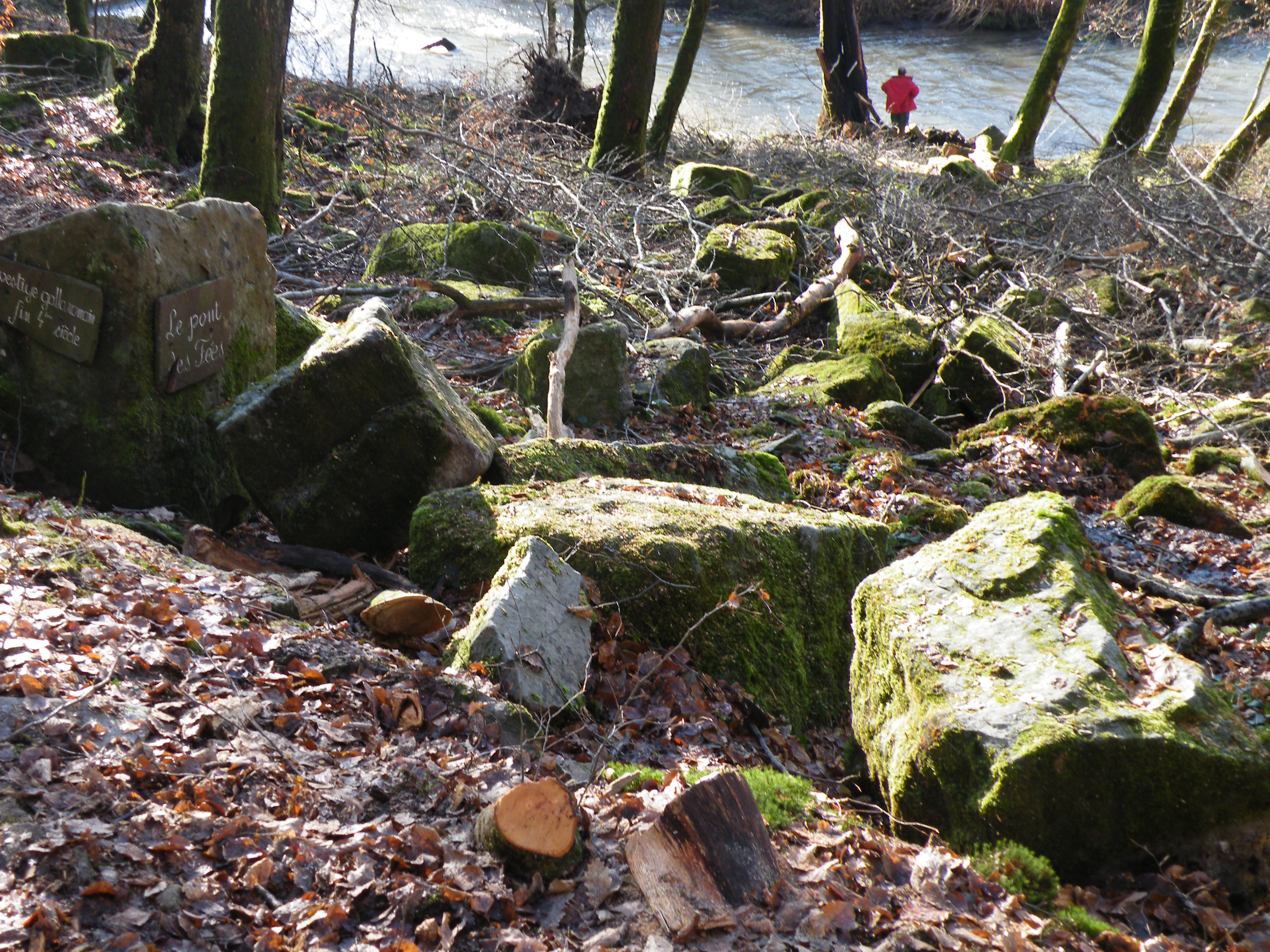
Vestiges gallo-romains au pont dit Pont des Fées, Les Voivres.

Les traces de nombreuses forges sont lisibles le long du cours d'eau : Uzemain-les-Forges, les Forges d'Uzemain, la neuve Forge, la Forge de Thunimont, le Champ de la Forge, ainsi que des usines hydro-électriques vers Ambiévillers et Pont-du-Bois. Une station d'épuration est installée à Corre près de la confluence.

## Littérature
- Dom Calmet décrit ainsi la source du Côney :

Le comté de Fontenoy est séparé du ban d'Arches par la rivière Cosné qui prend sa source à un étang dit de Cosne, près du bois de la Houssière. Cette source, par une singularité assez extraordinaire a deux branches : l'une forme la source du Cosné qui va se perdre dans la Saône en Franche-Comté ; et l'autre forme un ruisseau qui va se jeter dans la Moselle ; et par la jonction de différents ruisseaux qui se réunissent, l'une porte ses eaux dans la Méditerranée, et l'autre à l'océan.
- Extraits de la correspondance de Lord Hammerton avec son éditeur londonien en 1884 :

... mais ni l'Égypte ni la Nubie ne possèdent rien de tel que le Côney. Cette charmante rivière prend sa source dans le département des Vosges au pied des Monts Faucilles. Après avoir parcouru 38 miles à travers un pays boisé - qui autant que nous pouvions le voir était très beau - elle se jette dans la Saône à un endroit ressemblant à un tableau qui est l'expression de sa propre beauté... Complètement ignoré de la renommée, le Côney coule à travers sa longue vallée boisée, fait tourner ses moulins rustiques mais jamais son cours ne s'approche de quoi que ce soit qui puisse ressembler à une ville...
- Le Côney, fils des froids étangs de la Vôge environné de bois... écrit Onésime Reclus[12].

## Sources
- La Vallée du Côney, métallurgie et thermalisme, Amis du Vieux Fontenoy et Fédération Sociétés Savantes des Vosges, 2011, Nancy.